# IC 2721
IC 2721 је ознака објекта на координатама са ректансцензијом 11 h 19 m 42,7 s и деклинацијом + 12° 18" 38'. Открио га је Макс Волф, 27. марта 1906. Каснијим посматрањима на том положају није уочен никакав астрономски објекат.